# Vujetinci
Vujetinci (cyr. Вујетинци) – wieś w Serbii, w okręgu morawickim, w mieście Čačak. W 2011 roku liczyła 395 mieszkańców.